# District de Jiangjin
Le district de Jiangjin (江津区 ; pinyin : Jiāngjīn Qū) est une subdivision de la municipalité de Chongqing en Chine.

## Géographie

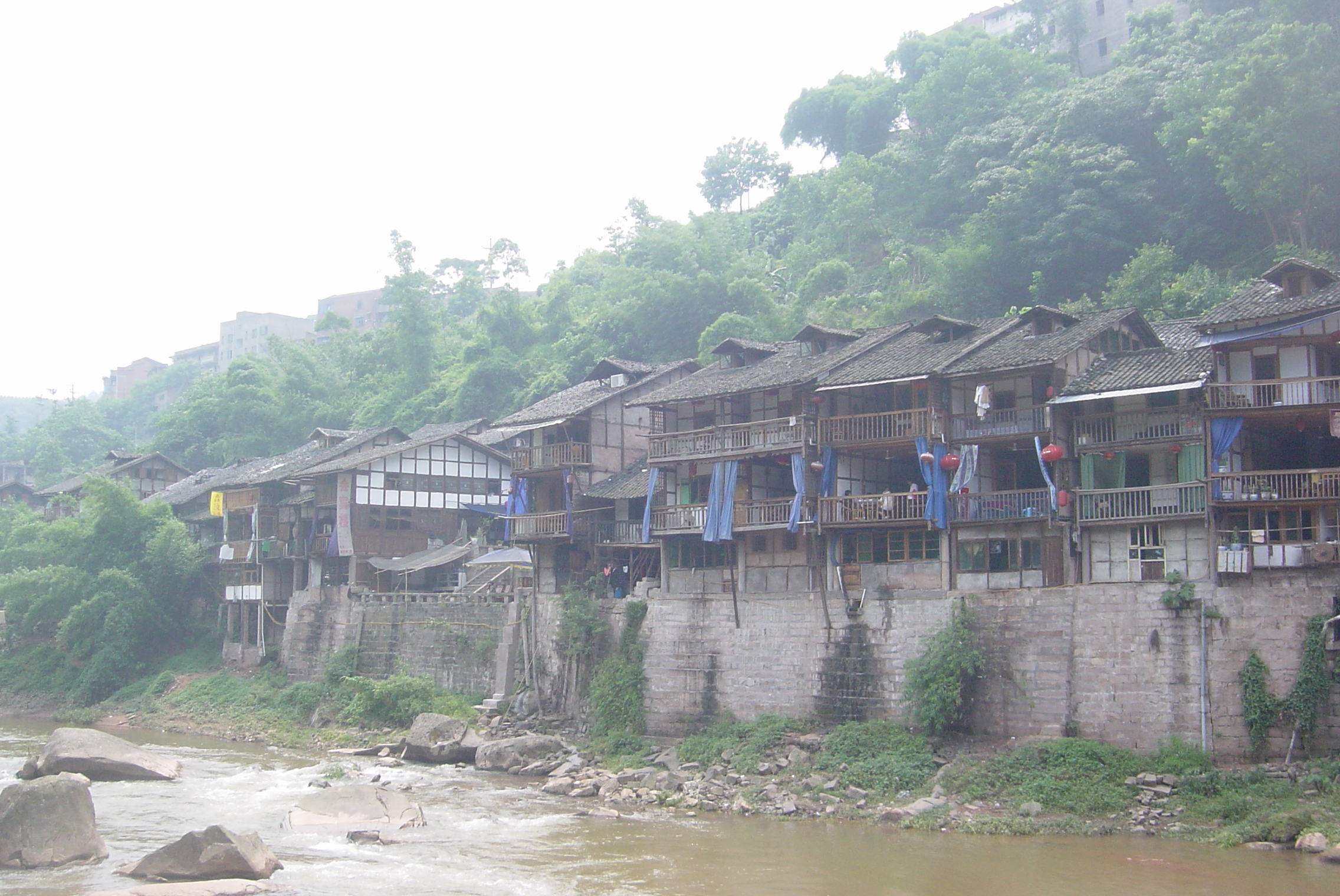
Zhongshan Ancient Town,Jiangjin,CHongqing

Sa superficie est de 3 200 km².

## Démographie
La population du district était de 1 444 861 habitants en 1999.

## Histoire
Il existe des habitants depuis le Néolithique, et on y a trouvé des vestiges de l'Ancien Ba.

314 av. J.-C. la dynastie des Qin a créé Ba Jun.

221-223 Comté de Lecheng a été créé.

487 Comté de Jiangzhou a été indépendant de Lechang.

557 Son gouvernement s'est déplacé à celui d'aujourd'hui.

558 Comme il est devenu un port important, il a été débaptisé en Jiangjin(江津, dont 《江》 signifie le Yangtsé, et 《津》 est le port).

### Sources
- Géographie : (zh) Page descriptive (Phoer.net)
- (en) Codes postaux de la municipalité de Chongqing